# Trichofeltia
Trichofeltia là một chi bướm đêm thuộc họ Noctuidae.

## Các loài
- Trichofeltia circumdata (Grote, 1883)